# Oxythrips coloradensis
Oxythrips coloradensis är en insektsart som beskrevs av Ian A. Hood 1937. Oxythrips coloradensis ingår i släktet Oxythrips och familjen smaltripsar. Inga underarter finns listade i Catalogue of Life.